# فوجیوارا نو اوتومورو
فوجیوارا نو اوتومورو ((به ژاپنی: 藤原乙牟漏 Fujiwara no Otomuro)؛ ۷۶۰ – ۲۸ آوریل ۷۹۰) کوگو (همسر اصلی) امپراتور کانمو اهل ژاپن بود.